# Alexander Fomitsch Weltman

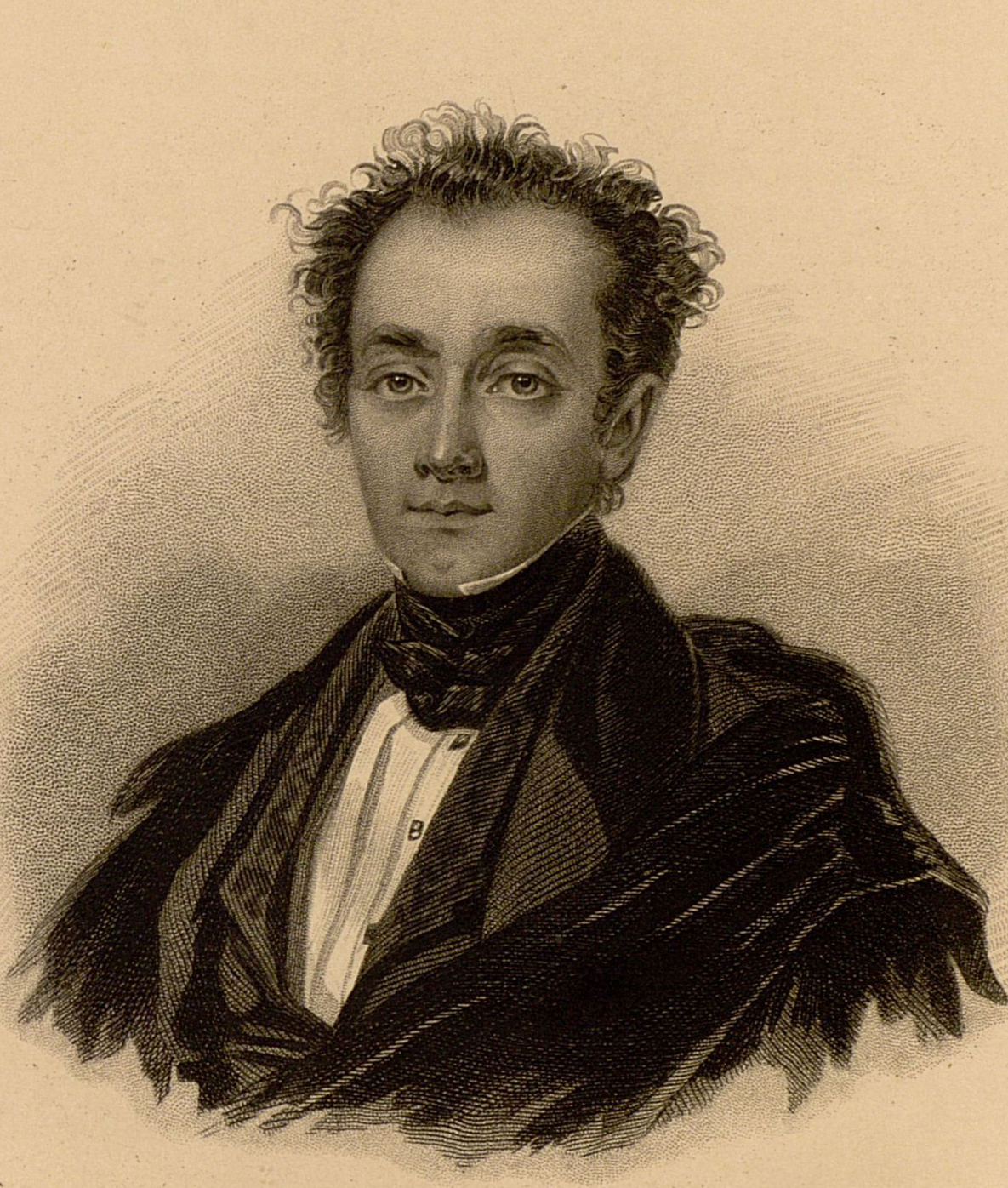
Alexander Fomitsch Weltman (1841)

Alexander Fomitsch Weltman (russisch Александр Фомич Вельтман, wiss. Transliteration Aleksandr Fomič Vel'tman; geb. 1800 in Sankt Petersburg; gest. 1870 in Moskau) war ein russischer Dichter, Romanautor und Historiker.

## Leben und Werk

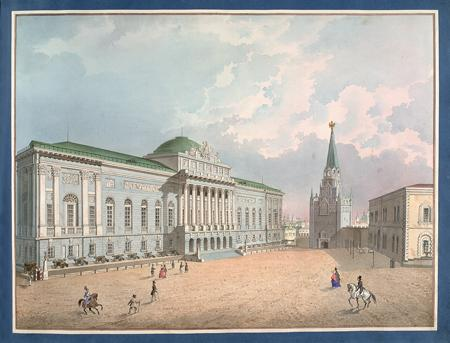
Altes Rüstkammergebäude am Dreifaltigkeitsturm (1852)

Alexander Weltman wurde 1800 in St. Petersburg geboren. Seine vielseitigen Interessen (zu denen auch die Archäologie, Ethnographie und Linguistik zählten) und Begabungen, die Vielseitigkeit seiner Arbeit erstaunte seine Zeitgenossen. Er war Direktor der Rüstkammer des Kremls, korrespondierendes Mitglied der zaristischen Akademie der Wissenschaften und Doktor der Wissenschaften. Er war mit seinem Zeitgenossen Alexander Puschkin befreundet.
Alexander Weltman, ein produktiver, heute aber weitgehend vergessener russischer Schriftsteller, war der Autor von Sittenromanen sowie fantastischen und historischen Romanen. Die Geschichten des russischen Satirikers waren im 19. Jahrhunderts sehr beliebt. Seine Arbeit wurde von Belinski und Tschernyschewski gelobt; Dostojewski und Tolstoi sprachen mit großer Sympathie über sein Werk.
Seine Werke fanden in den großen russischen Buchreihen Aufnahme, wie z. B. Literarische Denkmäler und Bibliothek der Weltliteratur.
Weltmans erster Roman, Strannik (Der Wanderer, 1831–32), hatte einen außerordentlichen Erfolg. Laura Jo McCullough schrieb über ihn: „The Wanderer is, in a sense, Veltman's artistic manifesto and reflects his debt to both Sterne and Jean Paul.“ Die Handlung spielt hauptsächlich in Bessarabien und ist „a parodic revival of the travel notes genre, a combination of an imaginary journey taking place on a map in the narrator's study with details derived from a real journey over the same territory some years before.“ Weltman gibt darin „whole conversations in Yiddish, Modern Greek and Rumanian, as well as in the more readily intelligible German and French“ wieder.
Seine Erzählung Erotida (1835) ist eine Gesellschaftsgeschichte, ein zu jener Zeit sehr beliebtes Genre. Zu Weltmans eigenartiger Behandlung des Genres gehören seine Vorliebe für sprachliche Wortspiele und eine sehr bizarre Auflösung der Handlung. Roland der Wütende (1835) ist eine Satire auf das Leben in der Provinz, die viele Gemeinsamkeiten mit Nikolai Gogols berühmtem Stück Der Revisor aufweist. Das satirische, humorvolle Stück Reiseeindrücke und unter anderem ein Topf Geranien (1840) enthält einige faszinierende Details über das Reisen mit der Kutsche sowie die vielleicht erste Beschreibung des Reisens mit der Eisenbahn in der russischen Literatur. Ein Reisender aus der Provinz oder Aufruhr in der Hauptstadt (1841) ist ein satirischer Kommentar zur zeitgenössischen Literaturszene, in dem Weltman die Moskauer Literatursalons für ihre Angewohnheit verspottet, jedem neuen literarischen Anwärter, der die Aufmerksamkeit der Öffentlichkeit auf sich zieht, sofort den Titel eines Genies zu verleihen. Die Erzählung Es ist kein Haus, sondern ein Spielzeug (1850), in der zwei Häuser, die jeweils ihren eigenen Domowoi (Hausgeist) haben, unter einem Dach vereint sind, veranschaulicht Weltmans Vorliebe für die Verwendung von Elementen der russischen Folklore in seinen Erzählungen.

## Schriften (Auswahl)
- Der Wanderer (1831–32) (russ.)
- Erotida (1835) (russ.)
- Roland der Wütende (1835) (russ.)
- Reiseeindrücke und unter anderem ein Topf Geranien (1840) (russ.)
- Ein Reisender aus der Provinz oder Aufruhr in der Hauptstadt (1841) (russ.)
- Salome (1846) (russ.)
- Abenteuer aus dem Meer des Lebens (4 Bücher, 1846–63) (russ.)
- Es ist kein Haus, sondern ein Spielzeug (1850) (russ.)

- Le Trésor de Moscou (Oružejnaja Palata). Alexandre Semen, Moskau 1861 (Digitalisat).